# Guanabara (cruzador)
O Cruzador Guanabara foi um navio de guerra que serviu a Armada Imperial Brasileira, sendo construído no Arsenal de Marinha do Rio de Janeiro. Participou da Revolta da Armada sendo utilizado pelos rebeldes.

## Histórico
A construção do Guanabara começou em 1874 no estaleiro do Arsenal de Marinha da Corte, terminando em 1878. Foi o segundo navio da armada a receber este nome, sendo uma homenagem a Baía de Guanabara no Rio de Janeiro. O navio foi um dos projetos do engenheiro naval Trajano de Carvalho. Foi um dos navios escolhidos para compor a Esquadra de Evoluções, um grupo que reunia o melhor da Armada Imperial em diversas características. A esquadra foi criada em 19 de agosto de 1884 sob o Aviso n.º 1541A, do então Ministro dos Negócios da Marinha, Almirante Joaquim Raymundo de Lamare.

### Revolta da Armada
Em 1893 já sem seus armamentos foi utilizada pelos rebeldes, na Revolta da Armada, como plataforma de bateria flutuante.